# استفان رین
استفان رین (سوئدی: Stefan Rehn؛ زادهٔ ۲۲ سپتامبر ۱۹۶۶) بازیکن سابق و مربی فوتبال اهل سوئد است.
از باشگاه‌هایی که در آن بازی کرده‌است می‌توان به باشگاه فوتبال دیورگاردن، باشگاه فوتبال اورتون، و باشگاه فوتبال لوزان-اسپورت اشاره کرد.
وی همچنین در تیم‌های ملی فوتبال زیر ۲۱ سال سوئد و سوئد بازی کرده‌است.